# Tiziano Dall'Antonia
Tiziano Dall'Antonia (Vittorio Veneto, 26 luglio 1983) è un ex ciclista su strada italiano, professionista dal 2006 al 2016. Aveva caratteristiche di passista veloce.

## Carriera
Comincia a correre in bicicletta a sedici anni per riabilitarsi da un infortunio rimediato giocando a calcio. Tra i dilettanti, con la Zalf-Désirée-Fior, vince diverse corse: quattro nel 2005, il Memorial Danilo Furlan, la Coppa Città di Lonigo, il Trofeo Papà Cervi e il Campionato italiano per Under-23 a cronometro. È secondo nella classifica generale del Tour de Berlin, alle spalle di Dominique Cornu, e nella 71ª edizione del Gran Premio Città di Asti, preceduto dal solo Fabio Sabatini; ai campionati mondiali di Madrid, infine, è sesto nella gara in linea e non in quella contro il tempo Under-23.
Per il 2006 la società ciclistica Ceramiche Panaria-Navigare di Bruno Reverberi lo mette sotto contratto consentendogli il salto tra i professionisti: è della stessa stagione il nono posto nel Campionato italiano a cronometro Elite. Si fa notare, pur non vincendo, anche nel 2007 quando rimedia un secondo posto in una tappa del Circuit de Lorraine e un terzo al Tour de Luxembourg (in cui risulta anche il miglior giovane). Nel 2008 la società cambia sponsorizzazione e diventa CSF Group-Navigare. Il ciclista trevigiano riesce a correre il suo primo grande giro: prende parte infatti al Giro d'Italia, dove trova solo tre piazzamenti, avvicinandosi al podio.
Nel 2009 conquista pochi piazzamenti e nel 2010 passa alla Liquigas-Doimo. Con la Liquigas vince la cronosquadre della Settimana Internazionale di Coppi e Bartali e viene chiamato a correre il Giro d'Italia come gregario. Vince la cronosquadre di Cuneo, e giunge al terzo posto nella diciottesima tappa. Rimane alla Liquigas, divenuta Cannondale, fino a tutto il 2013. Nel giugno 2014 si trasferisce all'Androni Giocattoli-Venezuela, rimanendovi fino a fine 2016, ma senza ottenere vittorie né piazzamenti di rilievo.
A fine 2016 annuncia il ritiro dal professionismo per dedicarsi, assieme all'ex compagno Marco Bandiera, a un'azienda di abbigliamento sportivo.

## Palmarès
- 2005 (Zalf-Désirée-Fior, dilettanti, quattro vittorie)

Memorial Danilo Furlan
Coppa Città di Lonigo
Trofeo Papà Cervi
Campionati italiani, Prova a cronometro Under-23

### Altri successi
- 2010 (Liquigas-Doimo)

1ª tappa, 2ª semitappa Settimana Internazionale di Coppi e Bartali (Riccione, cronosquadre)
4ª tappa Giro d'Italia (Savigliano > Cuneo, cronosquadre)

## Piazzamenti

### Grandi Giri
- Giro d'Italia

2008: 98º
2010: 91º
2011: 139º
2013: 113º
2015: fuori tempo massimo (5ª tappa)
- Vuelta a España

2012: 140º
2013: 111º

### Classiche monumento
- Milano-Sanremo

2008: 50º
2015: ritirato
- Giro delle Fiandre

2010: 72º
- Giro di Lombardia

2014: ritirato

### Competizioni mondiali
- Campionati del mondo su strada

Hamilton 2003 - Cronometro Under-23: 24º
Madrid 2005 - Cronometro Under-23: 9º
Madrid 2005 - In linea Under-23: 6º

## Riconoscimenti
- Premio Italia under 23 nel 2005